# Kalíninskaya
Kalíninskaya (del ruso: Кали́нинская) es un stanitsa, centro administrativo del raión de Kalíninskaya del krai de Krasnodar, en Rusia. Está situado en la orilla derecha del río Ponura, un afluente del delta del Kubán, 57 km al noroeste de Krasnodar.  Tenía 13 391 habitantes en 2010.
Es cabeza del municipio homónimo.

## Historia
El nombre de la localidad se remonta a un asentamiento de los cosacos de Zaporozhia de finales del siglo XVI, que a finales del siglo XVIII colonizaron el Kubán como cosacos del Mar Negro. En primavera de 1794 se funda el asentamiento de Popovichevskoye con los primeros 497 colonos. En 1808 el asentamiento, por la proximidad de la guerra es trasladado a la orilla derecha del río. En 1842, año en que la localidad contaba con 2 099 habitantes, le fue concedido el estatus de stanitsa (Popovichevskaya). En 1916 contaba con 11 601 habitantes. Con el proceso de deskulakización y el hambre de 1933 la población se redujo a la mitad.  Los tres koljoses que se hallaban en la localidad se fusionaron en uno en 1950. En 1957, la stanitsa fue renombrada Kalíninskaya.

## Demografía
| 1794 | 1842  | 1916   | 1959  | 1989   | 2002   | 2010   |
| ---- | ----- | ------ | ----- | ------ | ------ | ------ |
| 497  | 2 099 | 11 601 | 6 200 | 11 263 | 13 192 | 13 391 |

### Composición étnica
De los 13 192 habitantes que tenía en 2002, el 91.5 % era de etnia rusa, el 2.5 % era de etnia ucraniana, el 1.1 % era de etnia alemana, el 0.9 % era de etnia armenia, el 0.2 % era de etnia bielorrusa, el 0.2 % era de etnia tártara, el 0.1 % era de etnia adigué, el 0.1 % era de etnia georgiana, el 0.1 % era de etnia azerí, el 0.1 % era de etnia griega y el 0.1 % era de etnia gitana

## Lugares de interés
Iglesia de la Epifanía (1833).

## Economía y transporte
En la localidad hay una planta de extracción de petróleo de la empresa Baltimor (Балтимор).
A poco menos de 1 km se encuentra la stanitsa Starovelichkovskaya que cuenta con una estación (Velichkovka) en el ferrocarril Timashovsk - Krymsk.